# Чињоне (Кремона)
Чињоне је насеље у Италији у округу Кремона, региону Ломбардија.
Према процени из 2011. у насељу је живело 602 становника. Насеље се налази на надморској висини од 62 м.